# Nduka Boniface
Boniface Nduka (sinh ngày 15 tháng 2 năm 1996) là một cầu thủ bóng đá người Nhật Bản.

## Sự nghiệp câu lạc bộ
Boniface Nduka đã từng chơi cho Mito HollyHock.